# 484 TCN
484 TCN là một năm trong lịch La Mã.